# ۹۷۸ (میلادی)

## رویدادها
- ۱۷ ژوئن: زمین‌لرزه سیراف. یکشنبه ۷ ذیقعده ۳۶۷ زمین لرزه‌ای با ویرانگری محلی در بندر سیراف در فارس روی داد. بیشتر خانه‌های شهر آسیب دید یا ویران شد و بیش از ۲۰۰۰ تن کشته شدند. پسلرزه‌ها به مدت یک هفته ادامه داشت و ساکنان شهر در دریا پناه گرفتند.

## زادروزها
- زوئه مقدونی، امپراتریس بیزانس

## مرگ‌ها
- ۱۸ مارس - ادوارد شهید، پادشاه انگلستان